# Der gelbe Schein
«  Le Passeport jaune (film, 1918) » redirige ici. Pour le film américain de 1931, voir Le Passeport jaune.
Pour les articles homonymes, voir Passeport jaune.
Pour plus de détails, voir Fiche technique et Distribution.
Der gelbe Schein (titre anglais : The Yellow Ticket ou The Devil's Pawn) est un film muet allemand réalisé par Victor Janson et Eugen Illés, sorti en 1918. Il est inspiré par un fait réel : à une époque, la seule profession que pouvaient exercer les femmes juives en Russie était la prostitution, et elles devaient posséder un passeport jaune pour fuir la Zone de Résidence, région ouest de l'Empire russe où les Juifs étaient cantonnés par le pouvoir impérial de 1791 à 1917.

## Synopsis
Lea est une adolescente juive talentueuse qui vit dans le ghetto de Varsovie avec son père. Elle aime lire et rêve d'étudier la médecine à Saint-Pétersbourg pour guérir son père, mais il meurt brusquement et son tuteur, Ossip Storki, est appelé au loin pour travailler pour le gouverneur. Quand elle arrive en Russie, elle apprend que le seul travail autorisé pour les femmes juives est la prostitution, et qu'elles  ne peuvent exercer cette activité qu'avec un passeport jaune. Elle demande un passeport jaune et s'installe dans un bordel. Elle pose sa candidature avec les papiers d'identité de sa sœur décédée et elle est acceptée, commençant à mener une double vie : universitaire le jour, prostituée la nuit. Ses camarades d'université s'en rendent compte, et, Lea fait une tentative de suicide, craignant la fin de sa carrière universitaire.  
Un étudiant, Dimitri, va voir le professeur Zukowski pour révéler la double vie de Lea. le professeur pense à sa propre double vie, puisqu'il a un enfant illégitime et qu'il ne l'a pas connu. Entre-temps, le tuteur de la sœur de Lea apprend que Sophie[Qui ?] a gagné une médaille d'or à l'université, et il se rend à Saint-Pétersbourg pour mener l'enquête. Un entretien qu'il a avec le professeur Zukowski révèle que c'est sa fille, et il a à la sauver dans une opération chirurgicale...

## Fiche technique
- Titre original : Der gelbe Schein
- Autres titres : The Yellow Ticket, The Devil's Pawn
- Réalisation :Victor Janson et Eugen Illés
- Scénario : Hans Brennert, Hanns Kräly
- Directeur de la photographie : Eugen Illés
- Décorateur : Kurt Richter
- Producteur : Paul Davidson
- Pays de production :  Allemagne
- Société de production : Projektions-AG Union (PAGU)
- Distribution : UFA
- Longueur : 1 624 mètres
- Format : Noir et blanc - 1,33:1 - Muet
- Genre : drame
- Date de sortie : 
  - Allemagne : 22 novembre 1918

## Distribution
- Pola Negri : Lea, la fille adoptive du professeur
- Harry Liedtke : Demetri, un étudiant en médecine
- Victor Janson : Ossip Storki
- Adolf E. Licho : le professeur Stanlaus
- Werner Bernhardt : Astanow, un étudiant
- Guido Herzfeld : Scholem Raab
- Margarete Kupfer : la propriétaire de la salle de danse
- Marga Lindt : Vera

## Production
Le tournage eut lieu à Varsovie pendant[pas clair] en 1918 avant que l'armée allemande ne se retire. Beaucoup de scènes furent tournées dans le ghetto de Varsovie.
C'est un remake de Czarna Książeczka, film polonais de 1915 réalisé par Alexander Hertz et où jouait déjà Pola Negri.

## Distribution
Le film fut restauré par Kevin Brownlow et est détenu par The Israeli Film Archive et le Nederlands Filmmuseum.
Bright Shining City Productions le sortit en DVD en 1911 dans un coffret de trois DVD intitulé Pola Negri: The Iconic Collection.

## Sources de la traduction
- (en) Cet article est partiellement ou en totalité issu de l’article de Wikipédia en anglais intitulé « Der gelbe Schein » (voir la liste des auteurs).